# Vlag van Sint-Amands
De vlag van Sint-Amands werd door de gemeenteraad op 10 juli 1984 en nogmaals op 14 november 1984 officieel vastgesteld als de gemeentelijke vlag van de Antwerpse gemeente Sint-Amands. Op 7 mei 1985 werd hij door het Bestuur van Vlaanderen bevestigd en uiteindelijk gepubliceerd op 8 juli 1986 in het officiële Belgisch Staatsblad.
Officieel wordt de vlag beschreven als:
Drie banen van rood, van wit en van rood, lengteverhouding 1 : 2 : 1, met op de middelste baan een Sint-Amandus van natuurlijke kleur, houdende op de rechterhand een gele kerk en in de linkerhand een gele bisschopsstaf, en staande op een liggende groene, rood geklauwde en getongde draak.
Amandus van Maastricht, zoals afgebeeld op de vlag, is de voorstander van het gemeentelijk wapen. Het wapen werd 10 jaar na de fusie met Lippelo en Oppuurs verleend. Sint-Amandus fungeert in het wapen als schildhouder. Hij staat tevens (op de draak) zonder het schild op de gemeentevlag. Deze vlag is rood-wit-rood, in breedteverhouding 1-2-1, met Sint-Amands staande op de draak op de witte baan.
In 2019 is Sint-Amands samen met Puurs opgegaan in de gemeente Puurs-Sint-Amands. De vlag is daardoor als gemeentevlag komen te vervallen.

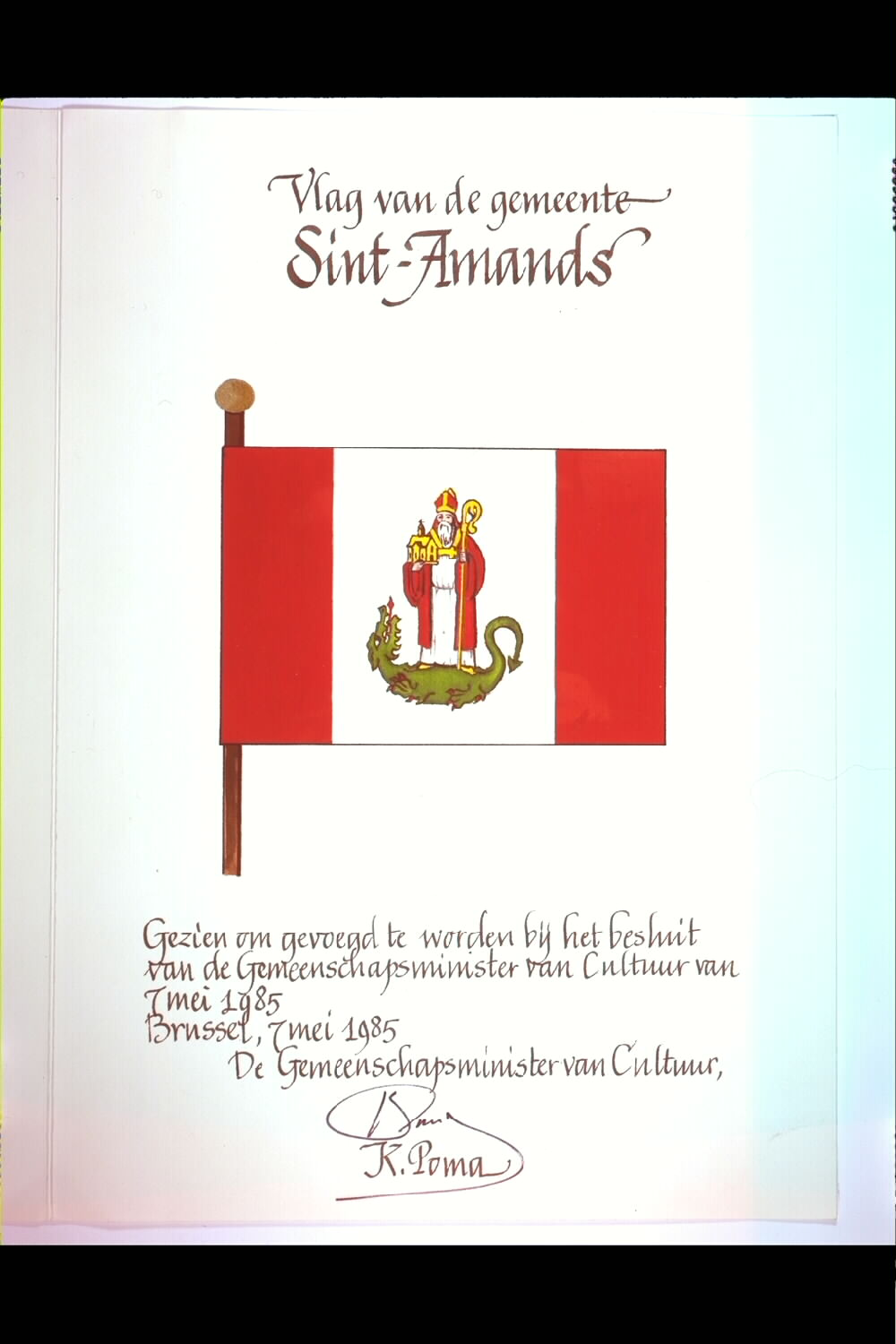
Ontwerp vlag getekend door Karel Poma